# CPPV
CPPV (Continuous Positiv Pressure Ventilation) ist ein Beatmungsverfahren, bei dem am Ende der Ausatmung ein Restdruck in den Atemwegen erhalten bleibt, der positiv endexpiratorische Druck (PEEP). Die Atemmittellage verschiebt sich zugunsten einer größeren funktionellen Residualkapazität.